# Roland Freier
Roland Freier (geboren 16. Januar 1964 in Barth) ist ein ehemaliger deutscher Eisschnellläufer, welcher in seiner aktiven Zeit Wettbewerbe für die Deutsche Demokratische Republik und den SC Karl-Marx-Stadt bestritt.

## Karriere
Er nahm an den DDR-Meisterschaften 1983 teil und konnte dort als 19-jähriger über 10.000 Meter und beim großen Mehrkampf jeweils einen beachtlichen achten Platz erreichen. Nachdem er sich 1984 nicht für die Olympischen Winterspiele qualifizieren konnte, gewann er bei den DDR-Meisterschaften 1985 seine ersten beiden Medaillen. Über die 5000 Meter und die 10.000 Meter wurde er jeweils Vizemeister. Im Jahr 1986 konnte er seinen ersten DDR-Meistertitel gewinnen. Im großen Mehrkampf belegte er den ersten Platz. Zudem gewann er bei den DDR-Meisterschaften 1986 über die 5000 Meter die Bronzemedaille.
Bei den DDR-Meisterschaften 1987 siegte über die 10.000 Meter. Ein Jahr später gewann er bei den DDR-Meisterschaften sowohl über die 10.000 Meter als auch über die 5000 Meter. Im selben Jahr wurde er gemeinsam mit seiner Teamkollegin Gabi Zange für die Olympischen Winterspiele im kanadischen Calgary nominiert. Er startete über die 5000 Meter und die 10.000 Meter und belegte bei beiden Wettbewerben jeweils den achten Platz.